# Riccardo Silvastadion
Het Riccardo Silvastadion is een stadion gelegen op de campus van de universiteit van Florida. Het stadion ligt in Miami, Florida. Het stadion is onder andere de thuishaven van de FIU Panthers, een team die uitkomt in de NCAA. Behalve American Football worden er ook voetbalwedstrijden gehouden.

## Geschiedenis
De bouw van het stadion begon officieel op 24 juli 1994. Toen het stadion werd geopend, ruim een jaar later, konden er 7.500 toeschouwers in. Na enkele uitbreidingen in 2001, 2008 is dat aantal gegroeid naar 17.000 plekken. Inmiddels kunnen er 20.000 mensen in het stadion.
Tussen 1995 en 2001 heette het stadion FIU Community Stadium. Tussen 2001 en 2007 noemde men dit het Bank Field at FIU Stadium. Het stadion werd vanaf 3 april 2017 het 'Riccardo Silva Stadion' genoemd.

## CONCACAF Gold Cup
Dit stadion is verschillende keren uitgekozen als gaststadion tijdens een toernooi om de Gold Cup, het voetbaltoernooi voor landenteams van de CONCACAF. Tijdens de Gold Cup van 2009 en 2011 was dit stadion een van de stadions zijn waar voetbalwedstrijden werden gespeeld.
| № | Datum        | Wedstrijd             | Uitslag | Gold Cup   | Toeschouwers |
| - | ------------ | --------------------- | ------- | ---------- | ------------ |
| 1 | 10 juli 2009 | Costa Rica – Canada   | 2 – 2   | Groepsfase | 17.269       |
| 2 | 10 juli 2009 | El Salvador – Jamaica | 0 – 1   | Groepsfase | 17.269       |
| 3 | 10 juni 2011 | Jamaica – Guatemala   | 2 – 0   | Groepsfase | 18.057       |
| 4 | 10 juni 2011 | Grenada – Honduras    | 1 – 7   | Groepsfase | 18.057       |